# Шелимов, Валентин Сергеевич
Валентин Сергеевич Шелимов (26 ноября 1924, Саранск, Пензенская губерния — 26 ноября 1991, Саранск) — командир отделения 59-й отдельной гвардейской разведывательной роты, гвардии младший сержант.

## Биография
Родился 26 ноября 1924 года в городе Саранск, столица Республики Мордовия. Окончил 6 классов. Работал слесарем на механическом заводе.
В ноябре 1942 года добровольцем через Саранский горвоенкомат ушел в Красную Армию. Окончил курсы разведчиков. На фронте с мая 1943 года. Весь боевой путь прошел в составе 59-й отдельной гвардейской разведывательной роты 57-й гвардейской стрелковой дивизии. Воевал на Юго-Западном, 3-м Украинском и 1-м Белорусском фронтах.
6 ноября 1943 года юго-западнее хутора Машиновый гвардии младший сержант Шелимов в составе штурмовой группы захватил высоту, обратив в бегство противников. Был ранен, но поля боя не покинул.
Приказом по частям 27-й гвардейской стрелковой дивизии 25 декабря 1943 года гвардии младший сержант Шелимов Валентин Сергеевич награждён орденом Славы 3-й степени.
В августе 1944 года в районе северо-восточнее населенного пункта Михаловка младший сержант Шелимов, систематически проникая в тыл противника, снабжал командование дивизии ценными разведданными.
Приказом по войскам 8-й гвардейской армии от 29 сентября 1944 года гвардии младший сержант Шелимов Валентин Сергеевич награждён орденом Славы 2-й степени.
В ночь на 25 августа 1944 года в районе 13 км северо-западнее города Козенице младший сержант Шелимов уничтожил около 10 солдат, взорвал дзот, ворвался в штаб батальона врага захватил и доставил командованию вражеские оперативные документы. В одном из следующих разведвыходов захватил и доставил ценного «языка». Из всей группы тогда вернулся он один, с тяжелым ранение был отправлен в тыл.
Указом Президиума Верховного Совета СССР от 24 марта 1945 года за исключительное мужество, отвагу и бесстрашие в боях с вражескими захватчиками младший сержант Шелимов Валентин Сергеевич награждён орденом Славы 1-й степени. Стал полным кавалером ордена Славы.
Лечился в госпитале в городе Ленинграде. Окрепнув, сбежал из госпиталя, догнал свой полк. Участвовал в штурме Берлина. Среди многих других на стене рейхстага осталась и надпись, сделанная солдатом из Саранска Валентином Шелимовым.
Осенью 1945 года был демобилизован. Вернулся на родину. Работал слесарем-лекальщиком на Саранском механическом заводе. Член ВКП/КПСС с 1949 года.
Жил в городе Саранске. Скончался 26 ноября 1991 года.

## Награды
Награждён орденами Отечественной войны 1-й степени, Славы 1-й, 2-й и 3-й степеней, медалями.

## Память
В мае 2010 года по решению городской администрации Саранска на доме, в котором жил полный кавалер ордена Славы Валентин Сергеевич Шелимов — была установлена памятная доска.